# Griñón
Griñón és un municipi de la Comunitat Autònoma de Madrid. Limita amb d'Humanes de Madrid i Moraleja de Enmedio (al nord), Torrejón de la Calzada (a l'est), Cubas de la Sagra (al sud) y Serranillos del Valle (a l'oest).